# Dasiphora dryadanthoides
Dasiphora dryadanthoides är en rosväxtart som beskrevs av Sergei Vasilievich Juzepczuk. Dasiphora dryadanthoides ingår i släktet tokar, och familjen rosväxter. Inga underarter finns listade i Catalogue of Life.